# Jan Kok (osada)
Jan Kok – osada (wijk) miejscowości Sint Willibrordus w dystrykcie Bandabou, w kraju autonomicznym Curaçao, należącym do Holandii, w Ameryce Południowej. 20 października 2023 r. liczyła 220 mieszkańców.  